# San Enrique
San Enrique est une municipalité de la province d'Iloilo, aux Philippines. En 2015, la localité compte 33 911 habitants.